# 13 Pułk Armat Polowych (austro-węgierski)
Pułk Armat Polowych Nr 13 (niem. Feldkanonenregiment Nr. 13) – pułk artylerii polowej cesarskiej i królewskiej Armii.
1 stycznia 1894 roku został sformowany 13 Pułk Artylerii Dywizyjnej (niem. 13. Divisions-Artillerie-Regiment). Pułk razem z kadrą zapasową stacjonował w słowackim mieście Šamorín (węg. Somorja, niem. Sommerein). 6 kwietnia 1908 roku oddział został przemianowany na Pułk Armat Polowych Nr 13.
W 1914 roku pułk stacjonował w Sopronie na terytorium 5 Korpusu i wchodził w skład 5 Brygady Artylerii Polowej.

## Skład
- Dowództwo
- 4 x bateria po 6 armat 8 cm FK M.5.
- bateria rezerwowa.

## Kadra
Komendanci pułku
- płk Ludwig Merkel (1894[1] – )
- płk Ferdinand Zwiedinek von Südenhorst und Schidlo (1913 – 1914[2] )

Oficerowie
- Ferdinand Goglia von Zlota Lipa